# Gherardo degli Angioli
Gherardo degli Angioli (Eboli, 16 dicembre 1705 – Napoli, giugno 1783) è stato un poeta italiano e un religioso dell'Ordine dei Minimi.
Appartenente ad una famiglia nobile di Capaccio, studiò presso i Gesuiti a Napoli. A 20 anni pubblicò dei sonetti che furono elogiati da Giambattista Vico in una lettera indirizzatagli. Nel 1727 venne scelto come poeta di corte a Vienna presso gli Asburgo ma vi rinunciò e nel 1729 entrò nell'Ordine dei Minimi a Napoli. Durante il periodo religioso produsse numerosi testi e rinnegò completamente le sue opere giovanili.